# Dying to Live
 (juin 2020).
Si vous disposez d'ouvrages ou d'articles de référence ou si vous connaissez des sites web de qualité traitant du thème abordé ici, merci de compléter l'article en donnant les références utiles à sa vérifiabilité et en les liant à la section « Notes et références ».
Dying to Live est le second album studio de Kodak Black, sorti le 14 décembre 2018.

## Classements hebdomadaires
| Classement (2018-2019)              | Meilleure place |
| ----------------------------------- | --------------- |
| Belgique (Flandre Ultratop)         | 99              |
| Canada (Canadian Albums Chart)      | 5               |
| Danemark (Tracklisten)              | 28              |
| États-Unis (Billboard 200)          | 1               |
| États-Unis (Top Rap Albums)         | 1               |
| États-Unis (Top R&B/Hip-Hop Albums) | 1               |
| Finlande (Suomen virallinen lista)  | 36              |
| France (SNEP)                       | 146             |
| Norvège (VG-lista)                  | 21              |
| Pays-Bas (Mega Album Top 100)       | 17              |
| Royaume-Uni (UK Albums Chart)       | 74              |
| Suède (Sverigetopplistan)           | 39              |

## Certifications
| Pays              | Certification | Unités certifiées |
| ----------------- | ------------- | ----------------- |
| États-Unis (RIAA) | Platine       | 1 000 000         |